# Lamsfeld-Groß Liebitz
Lamsfeld-Groß Liebitz (in basso sorabo Njagluz-Wjelike Libice) è una frazione (Ortsteil) del comune tedesco di Schwielochsee.

## Storia
Nel 2003 il comune di Lamsfeld-Groß Liebitz venne fuso con i comuni di Goyatz, Jessern, Mochow, Ressen-Zaue e Speichrow, formando il nuovo comune di Schwielochsee.

## Geografia antropica
Alla frazione di Lamsfeld-Groß Liebitz appartengono i centri abitati di Lamsfeld (Njagluz) e Groß Liebitz (Wjelike Libice).